# Jungle Emperor Leo (Tomita)
Jungle Emperor Leo is een muziekalbum van Isao Tomita uit 1997. Het album vermeldde zijn naam weer eens op het titelblad, ook in het logo van Tomita. Voorts is het album alleen in Japan uitgegeven, met alleen Japanse karakters. Het album is uitgegeven door BMG, derhalve een voortzetting van zijn oude platenreeks; BMG slokte RCA Victor op. Het album bevat orkestmuziek af en toe begeleid door de synthesizer van Tomita en ook is af en toe de drummachine te horen. Er staan dertig tracks op het album van bijna een uur. Het is filmmuziek bij de gelijknamige film uit 1997 van Yoshio Takeuchi, een film die geroemd werd om zijn inkleuring van de animatiefilm.

## Musici
- Isao Tomita – synthesizers
- Tokyo Symfonieorkest - orkest

## Tracklist
| Nr. | Titel                                                                                    | Duur |
| --- | ---------------------------------------------------------------------------------------- | ---- |
| 1.  | Morning in the Jungle and the Birth of Rune and Rukio                                    |      |
| 2.  | Ham-egg Goes to the City of Endigona                                                     |      |
| 3.  | The Secret of the Moonlight Stone                                                        |      |
| 4.  | Rune Wants to Fly through the Sky                                                        |      |
| 5.  | The Music Box Is Found at the Old Airplane                                               |      |
| 6.  | Bizo, the Baby Elephant, and Rune Fight                                                  |      |
| 7.  | The Humans Ravage the Jungle                                                             |      |
| 8.  | Fire in the Jungle                                                                       |      |
| 9.  | Leo's Anger                                                                              |      |
| 10. | Rune Is Saved by Higeoyaji                                                               |      |
| 11. | Rune's Yearning for Human Society/Rune Imagines the Human World                          |      |
| 12. | Massive Flood in the Jungle                                                              |      |
| 13. | The Mammoth Appears Through the Mist/The Mysterious Mount Moon Breaks Through the Clouds |      |
| 14. | Circus Music                                                                             |      |
| 15. | Jacko the Rat                                                                            |      |
| 16. | Rune and Mary                                                                            |      |
| 17. | Fire at the Circus                                                                       |      |
| 18. | Leaving Mary                                                                             |      |
| 20. | The Death of Riya                                                                        |      |
| 21. | Higeoyaji Saves the Animals                                                              |      |
| 22. | Leo's Decision to Go to Mount Moon                                                       |      |
| 23. | The Expedition to Mount Moon                                                             |      |
| 24. | Difficult Going                                                                          |      |
| 25. | The Wolves Attack                                                                        |      |
| 26. | Approaching the Summit of the Mountain                                                   |      |
| 27. | The Moonlight Stone Found                                                                |      |
| 28. | Leo and Higeoyaji Rest at Last                                                           |      |
| 29. | Leo's Sublime Death                                                                      |      |
| 30. | Higeoyaji Meets Rune Riding on a Raft/End Titles                                         |      |